# ヒカル (アイドル)
ヒカル（英: HIKARU、朝: 히카루、2004年3月12日 - ）は、日本出身のアイドル。本名は江崎ひかる（えざき ひかる）。韓国の女性アイドルグループ「Kep1er」のメンバー。

## 略歴

### デビュー前
- 2004年3月12日、誕生。
- 小学生の時からエイベックス・アーティストアカデミー福岡校にて歌・ダンスを習っていた。
- 2015年、エイベックス・アーティストアカデミー福岡校の選抜メンバーで構成された「MELTY」に所属。
- 2017年、同事務所のレッスン生とのガールズユニット「＋GANG」に所属。
- 2018年、avex entertainmentのダンス&ボーカルユニット「X-Galaxy」の非公開練習生（候補生）となる。
- 2021年7月18日、Mnetのサバイバル番組「Girls Planet 999」の出場者として発表。日本人参加者（Jグループ）1位の参加者として紹介。最初のステージである探索戦では、BLACKPINKの「BOOMBAYAH」を披露し、YouTubeのパフォーマンス再生数は1400万回を越え、全参加者の中で1位の評価を受けた[1]。
- 10月22日、最終順位で7位になり、ガールズグループ「Kep1er」の一員に[2]。

### デビュー後
- 2022年1月3日、ミニアルバム「FIRST IMPACT」でKep1erとしてデビューした。
- 2022年2月28日、「CDTVライブ!ライブ!」にて日本地上波に初登場し「WADADA」を披露。

## 人物
- MBTIはESFJ
- 趣味は温泉でリラックスすること
- 特技は美味しそうにたべること
- メンバーとのスキンシップが非常に多い。特にほっぺたをくっつけることが大好き[3]
- メンバー内で使われている、ありがとうを意味する造語「コマちゃん」生みの親[4]
- ロールモデルはCL

## 出演

### テレビ番組
- Girls Planet 999（2021年8月6日 - 10月22日、Mnet）